# Denis Glouchakov
Denis Borissovitch Glouchakov (en russe : Дени́с Бори́сович Глушако́в, aussi en anglais Denis Glushakov), né le 27 janvier 1987 à Millerovo, est un footballeur russe évoluant au poste de milieu de terrain à Pari Nijni Novgorod.

## Biographie

### En club
Glouchakov a joué de ses 18 à 26 ans au Lokomotiv Moscou, hormis deux parenthèses où il était en prêt à Rostov et à l'Étoile d'Irkoutsk.
Mais sa réussite en club et en sélection a attiré de plus grands clubs. Le 16 mai 2012, Olga Smorodskaïa, présidente du Lokomotiv Moscou, déclare que Glouchakov n'est pas à vendre. Il aurait été convoité par le club du Zénith Saint-Pétersbourg, qui espérait l'enrôler après l'Euro 2012.
Il s'engage pour le Spartak Moscou en 2013. Son contrat avec le club est résilié en juin 2019. Il rejoint l'Akhmat Grozny le même mois.

### Carrière internationale
En mars 2011, il est appelé pour la première fois en équipe nationale de Russie. Il fait ses débuts dans l'équipe nationale, le 29 mars 2011, lors d'une rencontre amicale contre le Qatar.
Le 11 octobre 2011, il marque son premier but pour la Russie dans un match de qualification pour l'Euro 2012 contre Andorre. Le 25 mai 2012, il est retenu par le sélectionneur Dick Advocaat pour participer à l'Euro 2012 qui se déroule en Ukraine et en Pologne,.
Lors de l'Euro 2016, il inscrit un but face à la Slovaquie mais ne peut empêcher la défaite de son équipe à l'issue du temps réglementaire. 

## Statistiques
| Saison                | Club                   | Championnat           | Championnat | Championnat | Coupe(s) nationale(s) | Coupe(s) nationale(s) | Compétition(s) continentale(s) | Compétition(s) continentale(s) | Compétition(s) continentale(s) | Total | Total |
| Saison                | Club                   | Division              | M.          | B.          | M.                    | B.                    | Comp.                          | M.                             | B.                             | M.    | B.    |
| 2005                  | Nika Moscou            | D3                    | 13          | 0           | 2                     | 0                     | -                              | -                              | -                              | 15    | 0     |
| 2006                  | SKA Rostov (prêt)      | D3                    | 16          | 6           | -                     | -                     | -                              | -                              | -                              | 16    | 6     |
| 2007                  | Zvezda Irkoutsk (prêt) | D2                    | 34          | 8           | 1                     | 0                     | -                              | -                              | -                              | 35    | 8     |
| Sous-total            | Sous-total             | Sous-total            | 63          | 14          | 3                     | 0                     | -                              | -                              | -                              | 66    | 14    |
| 2008                  | Lokomotiv Moscou       | D1                    | 23          | 4           | 2                     | 0                     | -                              | -                              | -                              | 25    | 4     |
| 2009                  | Lokomotiv Moscou       | D1                    | 27          | 3           | 1                     | 0                     | -                              | -                              | -                              | 28    | 3     |
| 2010                  | Lokomotiv Moscou       | D1                    | 28          | 1           | 1                     | 0                     | C3                             | 1                              | 0                              | 30    | 1     |
| 2011-2012             | Lokomotiv Moscou       | D1                    | 37          | 11          | 3                     | 0                     | C3                             | 10                             | 3                              | 50    | 14    |
| 2012-2013             | Lokomotiv Moscou       | D1                    | 27          | 1           | 1                     | 0                     | -                              | -                              | -                              | 28    | 1     |
| Sous-total            | Sous-total             | Sous-total            | 142         | 20          | 8                     | 0                     | -                              | 11                             | 3                              | 161   | 23    |
| 2013-2014             | Spartak Moscou         | D1                    | 28          | 1           | 2                     | 0                     | C3                             | 1                              | 0                              | 31    | 1     |
| 2014-2015             | Spartak Moscou         | D1                    | 27          | 2           | 1                     | 0                     | -                              | -                              | -                              | 28    | 2     |
| 2015-2016             | Spartak Moscou         | D1                    | 27          | 4           | 2                     | 0                     | -                              | -                              | -                              | 29    | 4     |
| 2016-2017             | Spartak Moscou         | D1                    | 25          | 8           | -                     | -                     | C3                             | 2                              | 0                              | 27    | 8     |
| 2017-2018             | Spartak Moscou         | D1                    | 22          | 4           | 4                     | 0                     | C1+C3                          | 5+2                            | 1+0                            | 33    | 5     |
| 2018-2019             | Spartak Moscou         | D1                    | 18          | 3           | 3                     | 0                     | C1+C3                          | 1+3                            | 0                              | 25    | 3     |
| Sous-total            | Sous-total             | Sous-total            | 147         | 22          | 12                    | 0                     | -                              | 14                             | 1                              | 173   | 23    |
| 2019-2020             | Akhmat Grozny          | D1                    | 24          | 4           | 3                     | 2                     | -                              | -                              | -                              | 27    | 6     |
| 2020-2021             | FK Khimki              | D1                    | 15          | 3           | 2                     | 0                     | -                              | -                              | -                              | 17    | 3     |
| 2021-2022             | FK Khimki              | D1                    | 29          | 11          | 2                     | 0                     | -                              | -                              | -                              | 31    | 11    |
| 2022-2023             | FK Khimki              | D1                    | 14          | 0           | 5                     | 1                     | -                              | -                              | -                              | 19    | 1     |
| Total sur la carrière | Total sur la carrière  | Total sur la carrière | 433         | 73          | 35                    | 3                     | -                              | 25                             | 4                              | 493   | 80    |

## Palmarès
Spartak Moscou
- Championnat de Russie en 2017